# کالیکرئین
کالیکرئین (انگلیسی: Kallikrein) یک گروه از سرین‌پروتئازها هستند که بیش از پانزده نوع هستند. کالیکرئین پلاسما (KLKB1) یکی از اجزاء سامانه سامانه کینین-کالیکرئین است. کالیکرئین در بافتها (مانند پروستات) نیز حضور دارد و در باروری و حرکت اسپرم مؤثر است.
کالیکرئین یکی از کینین‌ها است. کینین‌ها باعث اتساع عروق، کاهش فشار خون، افزایش نشت مایعات از عروق و ادم به صورت موضعی می‌شوند.

Fibrinolysis (simplified). Blue arrows denote stimulation, and red arrows inhibition.

## فعال شدن
سیستم کینین یک آبشار آنزیمی می‌باشد و زمانی آغاز می‌گردد که فاکتور انعقادی با نام فاکتور هاگمن (فاکتورXII) به دنبال آسیب بافتی و اندوتلیوم عروق فعال شود. فاکتورهاگمن فعال متصل به سطح، پره‌کالیکرئین (PK) را با برش پروتئولیتیک به کالیکرئین فعال تبدیل می‌کند. برای این عمل کینینوژن با وزن مولکولی بالا (HMWK) به عنوان کوفاکتور لازم می‌باشد. کالیکرئین فعال، خود سبب فعال شدن مقادیر بیشتری از فاکتور ۱۲ می‌شود. از طرف دیگر کالیکرئین سبب آزاد شدن برادی‌کینین از کینینوژن باوزن مولکولی بالا (HMWK) می‌شود. فعال شدن این سامانه موجب افزایش نفوذپذیری عروق، التهاب، اتساع عروقی و درد می‌شود.